# Ebenezer Howard

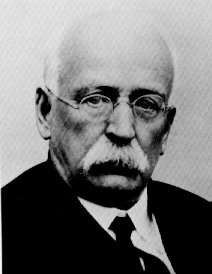
Ebenezer Howard

Ebenezer Howard (Londen, 29 januari 1850 - Welwyn Garden City, 1 mei 1928) was een Brits journalist, bekend om zijn publicatie Garden Cities of To-Morrow uit 1902.

## Vroege leven
Howard reisde naar de Verenigde Staten op 21-jarige leeftijd. Hij arriveerde in de staat Nebraska en ontdekte al snel dat hij geen boer wilde worden. Hij verhuisde naar Chicago en werkte als journalist voor rechtbanken en kranten. In de VS maakte hij kennis met het werk van dichters als Walt Whitman en Ralph Waldo Emerson. Hij begon na te denken over manieren om de kwaliteit van leven te verbeteren.
In 1876 was hij terug in Engeland. Hij kreeg een baan bij Hansard, een bedrijf dat de officiële transcripten van het parlement verzorgt. Hij werkte daar gedurende de rest van zijn leven.

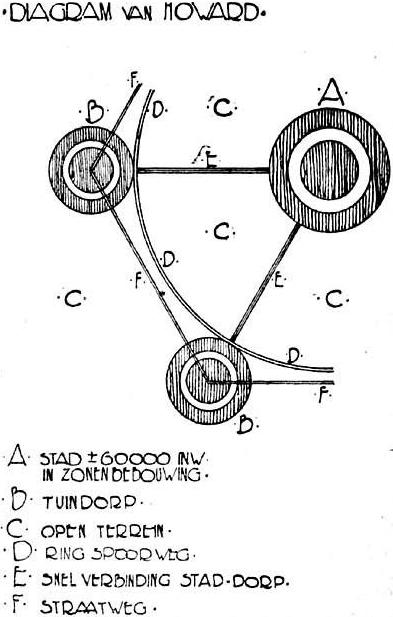
Diagram voor stadsuitbreidingen.

## Invloeden en ideeën
Howard las veel, waaronder Edward Bellamy's 1888 utopische novelle Looking Backward. Hij dacht diep na over sociale problemen. Een uitkomst was zijn boek uit 1898 To-Morrow: A Peaceful Path to Real Reform. Dit boek werd herdrukt in 1902 als Garden Cities of To-Morrow. Het boek schetste beelden van steden zonder sloppenwijken waarin de voordelen van zowel stad (kansen, amusement, hogere lonen) als platteland (schoonheid, frisse lucht en lage huren) werden gecombineerd. Hij behoorde hiermee tot een van de grondleggers van de tuinsteden. Zijn ideeën leidden in Engeland onder andere tot de ontwikkeling van Letchworth Garden City en Welwyn Garden City. Voor zijn inzet als stedenbouwkundige werd hij in de adelstand verheven.

## TCPA
Om zijn idee van tuinsteden meer vorm te geven richtte hij in 1899 de Garden City Association op. Later werd dit de Garden Cities and Town Planning Association, en vervolgens de Town and Country Planning Association (TCPA). De TCPA is de oudste Britse stedenbouwkundige vereniging.